# 水晶山スキー場
水晶山スキー場（すいしょうざんスキーじょう）は、秋田県鹿角市尾去沢にあるスキー場。
付近には尾去沢鉱山跡を活用したテーマパーク「史跡 尾去沢鉱山」があり、スキー場は同施設が管理している。食堂を併設した休憩所や初心者向けから上級者向けのコースが計3本整備されている。

## 施設
- スキーハウス（食堂）
- トイレ・更衣室
- 救護室
- スクールハウス
- ロッジ水晶山
- リフト
  - 第1ペアリフト - 665m

## ゲレンデ

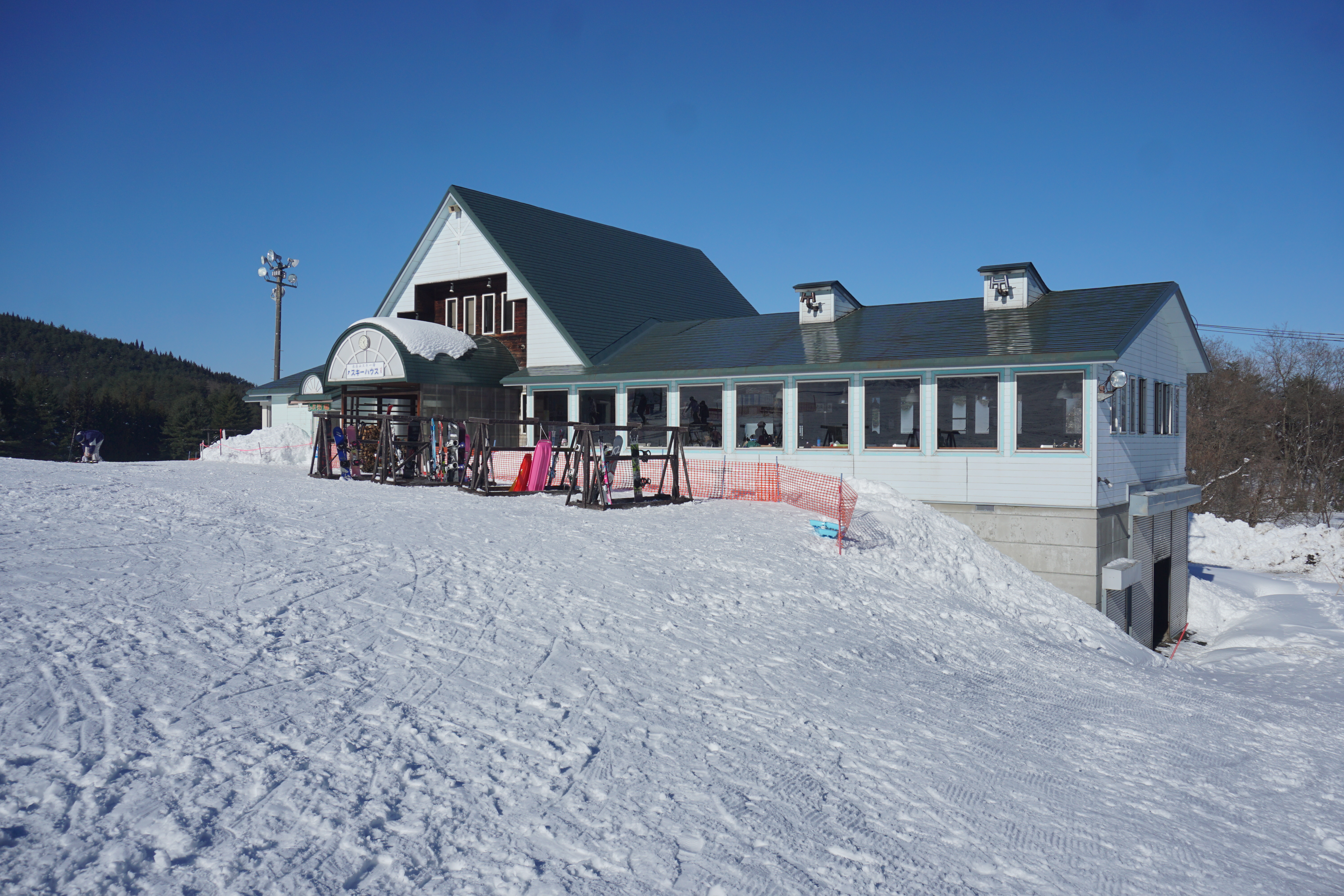
クラブハウス

計3コースが整備されている。
- コスモスコース（初心者向け）
- みはらし台コース（中・上級者向け）
- 競技コース

## アクセス
鉄道
東日本旅客鉄道（JR東日本） 奥羽本線鹿角花輪駅からバスで約10分。
自動車
E4 東北自動車道 鹿角八幡平ICから約15分。